# Danielle Zangrando
Danielle Zangrando (São Paulo, 25 de julho de 1979) é uma ex-judoca brasileira.

## Biografia
Nascida em São Paulo mas criada em Santos, Danielle entrou no judô aos cinco anos, ao ver seu irmão mais velho praticando o esporte na academia do sensei Paulo Duarte. Duarte depois a levou para o departamento de judô do Santos FC. Cansada dos torneios pré-juvenis, aos 13 anos já disputava com adultos. Com apenas 16 anos, Danielle ganhou o bronze nos  Jogos Pan-Americanos de Mar del Plata 1995, e se tornou no mesmo ano a primeira brasileira a medalhar no Mundial de Judô adulto com um bronze. Com altas expectativas para sua estreia nas Olimpíadas, em Atlanta 96, acabou derrotada na primeira rodada.
Na preparação para a próxima Olimpíada, foi bronze no Pan Americano de Winnipeg 1999 - novamente derrotada na primeira rodada pela cubana Driulis Gonzalez - mas acabaria tendo uma hérnia de disco que levou a uma derrota na seletiva brasileira por Tânia Ferreira, e uma cirurgia corretiva no ano seguinte que fez Danielle cogitar a aposentadoria. Porém inspirada pelo retorno triunfal de Ronaldo Nazário na Copa do Mundo FIFA de 2002 decidir continuar a carreira. Se classificou para uma segunda Olimpíada, em Atenas 2004, e chegou a vencer uma luta, mas perdeu nas quartas e na repescagem.
Foi medalha de ouro no Pan do Rio de Janeiro em 2007, pela primeira vez na competição sem enfrentar Gonzalez. Se aposentou em 2010, pouco após o nascimento de sua filha Lara.
Danielle é formada em direito pela Universidade Metropolitana de Santos, e jornalismo pela Universidade Santa Cecília. Atuou como repórter esportiva pela TV Tribuna, e comentarista de judô pela Rede Globo e ESPN Brasil.